# Akazukin, tabi no tochu de shitai to deau
Akazukin, tabi no tochu de shitai to deau (títol original en japonès, 赤ずきん、旅の途中で死体と出会う, lit. ‘La Caputxeta Vermella, en el seu viatge, es troba amb un cadàver’) és una pel·lícula de misteri i fantasia còmica japonesa del 2023, protagonitzada per Kanna Hashimoto i Yuko Araki en els papers principals de Caputxeta Vermella i Ventafocs, respectivament. Dirigida per Yūichi Fukuda, la història combina els elements de la història de la Ventafocs i la Caputxeta Vermella, ja que la Caputxeta (Hashimoto) utilitza les seves habilitats d'investigació per intentar resoldre el misteri darrere d'un assassinat. S'ha subtitulat al català.